# RTV Euro AGD

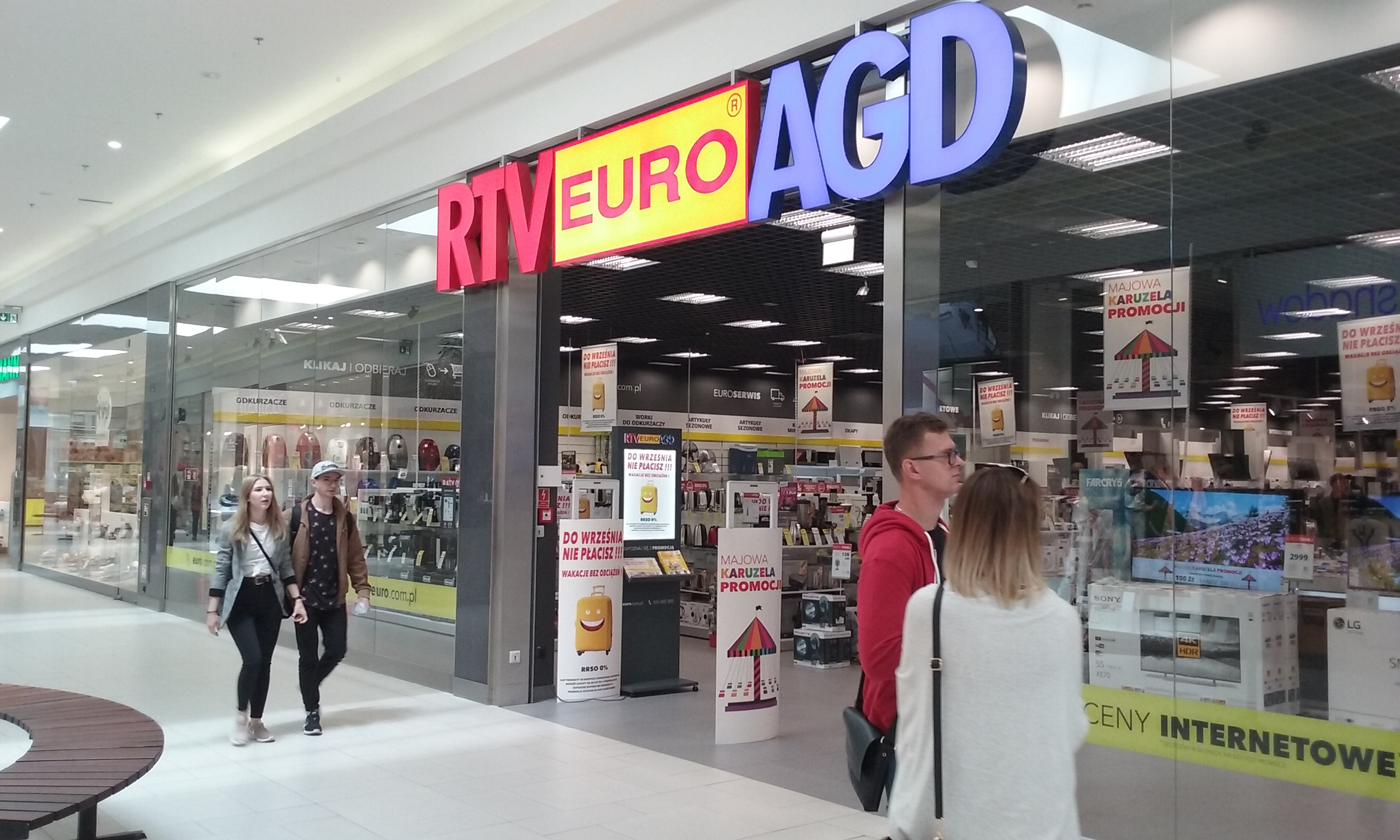
Salon RTV Euro AGD w Galerii Tomaszów w Tomaszowie Mazowieckim

RTV Euro AGD (Euro-net sp. z o.o.) – polska sieć detaliczna oferująca elektronikę użytkową, telewizory i sprzęt RTV, duże i małe AGD, komputery, tablety, telefony, sprzęt fotograficzny, gry i konsole oraz akcesoria.
W 2023 posiadała 328 sklepów RTV Euro AGD w 218 miejscowościach, zlokalizowanych najczęściej w centrach handlowych. Prowadzi też sklepy internetowe euro.com.pl oraz oleole.pl.

## Historia
RTV Euro AGD jest firmą polską, założoną w 1990. W pierwszych latach działalności (1990–1994) operowała na rynku warszawskim, a w latach następnych rozbudowała sieć sprzedaży na terenie całej Polski.
Pierwszy sklep Euro-net sp. z o.o. poza Warszawą został otwarty (1995 r.) w Gdańsku.
Spółka Euro-net w 2013 została ukarana grzywną w wysokości 515 365 zł przez UOKiK za reklamy wprowadzające w błąd. W 2014 sieć posiadała 100 sklepów w całej Polsce.
Właścicielami spółki są trzy osoby fizyczne – Robert Kuczyński, który sprawuje funkcję prezesa zarządu i dyrektora ds. prawnych i organizacyjnych, oraz Iwona i Waldemar Kukowie. Centrala Euro-net sp. z o.o. mieści się przy ul. Muszkieterów 15 w Warszawie.

## Produkty
RTV Euro AGD jest autoryzowanym dealerem wielu światowych i polskich marek. Firma sprzedaje m.in.:
- elektronika użytkowa – telewizory, kina domowe, aparaty i kamery sportowe, elektronika przenośna (odtwarzacze MP3, słuchawki, głośniki i inne), car-audio, urządzenia nawigacyjne i inne;
- sprzęt gospodarstwa domowego – małe i duże sprzęty AGD, np. oczyszczacze powietrza, ekspresy ciśnieniowe, lodówki, zmywarki, suszarki do ubrań;
- komputery i telefony komórkowe – notebooki i komputery stacjonarne, tablety, smartfony i akcesoria, a także projektory i monitory,
- rozrywka – gry PC/PlayStation/Xbox, konsole, oprogramowanie oraz produkty gamingowe – fotele, kontrolery.

## Usługi
Dział Obsługi Klienta RTV Euro AGD od 2015 oferuje wsparcie w systemie video czat dla osób posługujących się językiem migowym. Projekt realizowany jest dzięki współpracy z Migam.org.

## Kampania reklamowa
W 2015 roku z okazji 25-lecia obecności na polskim rynku RTV Euro AGD prowadziło kampanię reklamową pod hasłem „Kupuj!”.
W maju 2018 roku wystartowała kampania „Spodziewanki” obejmująca cztery spoty telewizyjne, opowiadające historie dzieci, które stworzyły listy wymarzonych prezentów. W kampanii wzięło także udział troje nastoletnich blogerów.

## Nagrody i wyróżnienia
- „Laur Konsumenta 2018” i „Gwiazda Jakości Obsługi 2018”[9] oraz po raz ósmy tytuł „Premium Brand – Marka Wysokiej Reputacji”[10];
- „Gwiazdę Jakości obsługi 2017” i „Marka Wysokiej Reputacji Premium Brand 2017”[11];
- Solidny Pracodawca Roku (2016, po raz trzeci)[11];
- „Gwiazda Jakości Obsługi 2015” w VIII edycji Polskiego Programu Jakość Obsługi[11]. Firma otrzymała również wyróżnienie „Shopping Center Forum: Omnichannel Retailer of the Year 2015”[11].